# Vila Nova de Sande
Vila Nova de Sande ist ein Ort und eine ehemalige Gemeinde (Freguesia) im Norden Portugals.
Vila Nova de Sande gehört zum Kreis Guimarães im Distrikt Braga. Die Gemeinde hatte eine Fläche von 2,4 km² und 1732 Einwohner (Stand 30. Juni 2011). Die Gemeinde ist überwiegend städtisch geprägt.

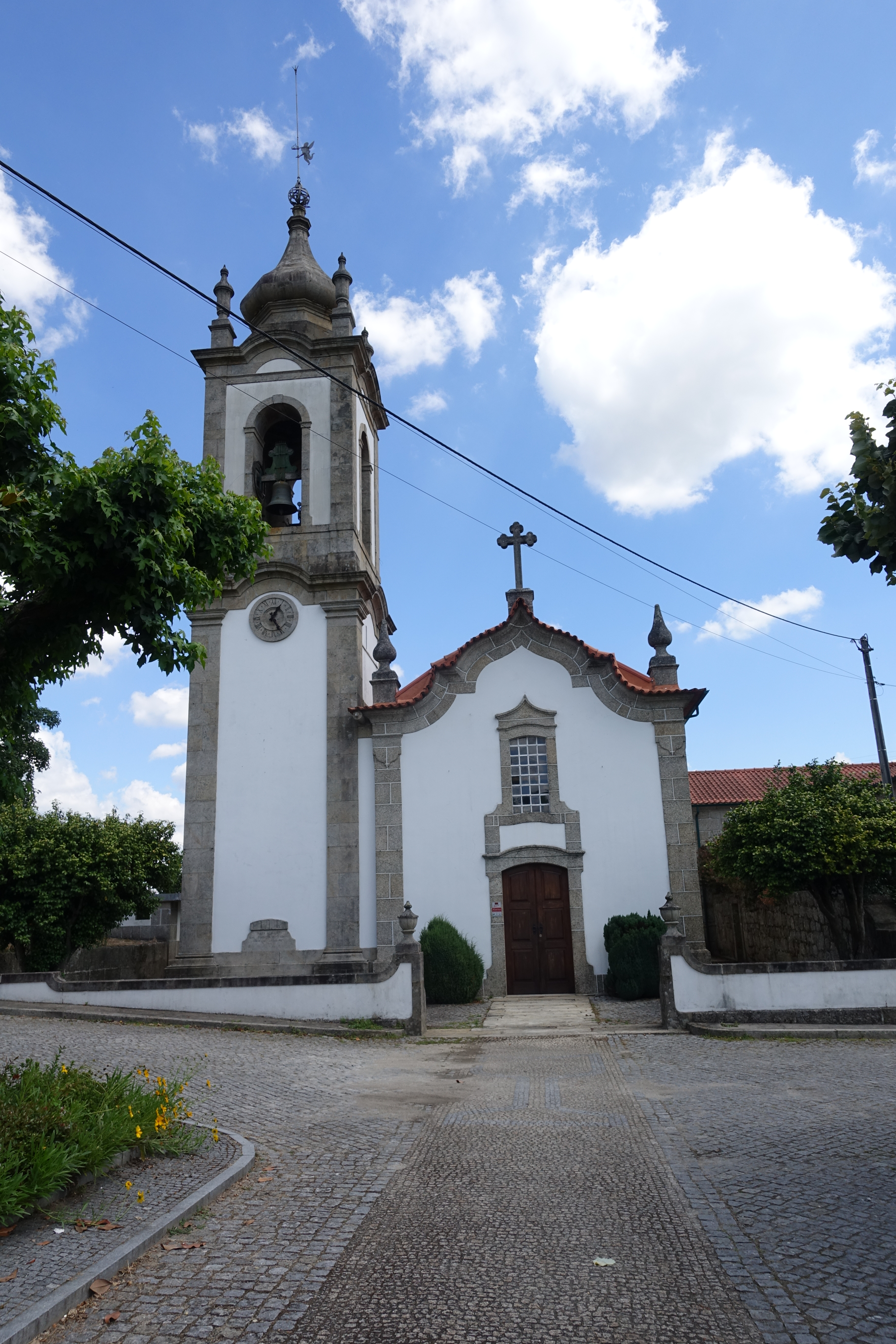
Pfarrkirche von Vila Nova de Sande

Am 29. September 2013 wurden die Gemeinden Sande (Vila Nova) und Sande (São Clemente) zur neuen Gemeinde União das Freguesias de Sande Vila Nova e Sande São Clemente zusammengeschlossen.